# Мельрё
Мельрё, или Мелрё (фр. Melreux) — деревня в Бельгии, входит в состав коммуны Отон провинции Люксембург во франкоязычном регионе Валлония.
Местные достопримечательности — построенные в XVIII—XX веках дома из щебнистого известняка, а также церковь святого Петра, считающаяся одной из наиболее примечательных архитектурных сооружений во всём Отоне. Планируется создание рекреационного центра в пределах Мельрё.
В населённом пункте находится железнодорожная станция Мельрё—Отон на линии Жемелль—Льеж.